# Walter Eucken
Walter Eucken, född 17 januari 1891 i Jena, Sachsen-Weimar-Eisenach, död 20 mars 1950 i London, var en tysk nationalekonom. Euckens far var filosofen Rudolf Eucken, som tilldelades Nobelpriset i litteratur 1908.
Eucken studerade nationalekonomi i Kiel, Jena och Bonn och fick en professur i Berlin 1921. 1927 flyttade han till Freiburg, där han var professor fram till sin död. Under nazismen var Eucken del av motståndsrörelsen i Freiburg. 1947 var Eucken med och grundade Mont Pelerin Society.
Eucken grundade på 1930-talet vad som brukar kallas Freiburgskolan inom nationalekonomin, under sin tid vid universitetet i Freiburg. Freiburgskolan var ledande i att utveckla teorin om den "sociala marknadsekonomin" och ordoliberalismen, som senare var tongivande för det tyska undret. Freiburgskolan hämtade inspiration från såväl den historiska skolan som vissa företrädare för den österrikiska skolan (bl.a. Friedrich Hayek och Wilhelm Röpke), och betonade att staten har en roll i att utforma det politiska ramverk som en fri marknadsekonomi kan verka inom.
1954 grundades Walter Eucken-institutet i Freiburg, som verkar i Euckens anda. Ludwig Erhard gav institutet stöd vid dess grundande. Nuvarande ordförande för institutet är Nobelpristagaren i ekonomi James M. Buchanan.